# Базарная Дубровка
Базарная Дубровка — село в Атюрьевском районе Мордовии. Входит в состав Атюрьевского сельского поселения.

## История
Основано в XVII веке.
В 1745 году Дубровка — русская деревня Пичеполонгского стана Темниковского уезда. В «Списке населённых мест Пензенской губернии» (1869 г.) значится казенным и владельческим селом из 174 дворов Краснослободского уезда.

## Население
| 2002 | 2010 |
| ---- | ---- |
| 1    | ↘0   |

Национальный состав
Согласно результатам Всероссийской переписи населения 2002 года, в национальной структуре населения русские составляли 100 %.